# سی‌پاره
سی‌پاره کتابی است شامل هر یک از جزءهای قرآن
از سی پاره در مجالس ترحیم برای خواندن بخشی از قرآن توسط هر یک از حضار استفاده می‌شود. اما معمولاً سی پاره بیشتر شامل جزء سی قرآن است.
سی پاره به خاطر در برداشتن سوره‌های خرد جزء سی قرآن برای آموزش قرآن به کودکان در مساجد استفاده می‌شود. در این نوع سی پاره پیش از متن قرآن بخشی نیز به آموزش خواندن قرآن اختصاص می‌یابد. در مساجد اهل تسنن در این بخش معمولاً از قاعده بغدادی استفاده می‌شود.
در سی پاره‌های اهل تشیع دعایی موسوم به دعای فرج نیز موجود است.